# 周標
周標（1535年—？），字以升，福建泉州府晉江縣人，軍籍，明朝政治人物。

## 生平
嘉靖三十七年（1558年）戊午科福建鄉試第十二名舉人。嘉靖四十一年（1562年）中式壬戌科會試第二十一名，三甲第一百二十二名進士。嘉靖四十二年（1563年）任廣東廣州府推官。升長沙府知府，万历十年（1582年）調任扬州府知府，本年八月升江西按察司副使，十三年六月升江西右参政。

## 家族
曾祖周復，知縣；祖父周德；父周潤，母黃氏。具庆下。兄周樑。